# Vlaamse Radio- en Televisieomroeporganisatie
La Vlaamse Radio- en Televisieomroeporganisatie (VRT) è l'emittente di teleradiodiffusione pubblica della regione settentrionale fiamminga del Belgio, che si affianca all'emittente belga di lingua francese la Radio-Télévision Belge de la Communauté Française (RTBF), operante nella zona meridionale del paese, e all'emittente belga di lingua tedesca la Belgischer Rundfunk (BRF), con sede a Eupen, operante nella zona orientale del paese.
Dal 1950 è membro dell'Unione europea di radiodiffusione.

## Storia
Il 18 giugno 1930, il governo belga varò una legge che diede origine alla Nationaal Instituut voor Radio Omroep (NIR), con il compito di gestire la teleradiodiffusione del Belgio sia con canali in lingua olandese sia in lingua francese.
A seguito dell'invasione tedesca durante la seconda guerra mondiale, il NIR ha cessato le proprie trasmissioni, che però sono riprese alla fine del conflitto mondiale, il 2 giugno 1953.
Nel 1960, a seguito della sempre maggiore separazione tra le comunità fiamminghe e quelle valloni, si decise che il nome NIR non fosse più adatto, e perciò venne ribattezzata BRT, garantendole una piena autonomia culturale e politica. La versione francese della BRT è stata denominata in un primo tempo RTB e poi a partire dal 1977 RTBF. Sempre nel 1997, la BRT è stata ribattezzata VRT.

## Canali
VRT consta di tre canali televisivi e dieci canali radio:

### Televisione
- VRT 1 (ex Één): canale generalista;
- VRT Canvas (ex TV2): canale culturale;
- Ketnet (ex TV2): ha una programmazione dedicata ai giovani;
- Sporza: canale dedicato allo sport;
- VRT 1 +: canale generalista;
- VRT Canvas +: canale culturale;
- Ketnet +: ha una programmazione dedicata ai giovani;

Precedenti
- BRTN TV: il secondo canale dell'emittente lanciato il 26 aprile 1977 come BRT TV2. Il canale offriva un programma di attualità (Terzake), un notiziario serale (Het Journaal), programmi artistici e culturali e trasmissioni estese dei principali eventi sportivi, come i Giochi olimpici, le partite di calcio e le gare di ciclismo. I programmi per bambini e i film per famiglie venivano trasmessi al mattino e al pomeriggio, per terminare verso sera, spesso in collaborazione con la Nederlandse Onderwijs Televisie (NOT). Le trasmissioni sono cessate il 30 novembre 1997, ed è stata successivamente divisa in due canali time-sharing distinti: BRTN Ketnet e BRTN Canvas.
- OP12: è stato un terzo canale utilizzato come backup in caso di carenza di trasmissioni in prime time, utilizzato soprattutto per programmi sportivi e culturali in eccesso. È stato lanciato nel 2012, ma a causa di tagli finanziari è stato interrotto nel 2014;
- BVN: è stato un canale joint venture tra VRT e l'azienda radiotelevisiva nederlandese NPO. VRT ha lasciato BVN nel luglio 2021; il canale è attualmente di proprietà esclusiva di NPO e trasmette un palinsesto esclusivamente nederlandese.

### Radio
- Radio 1: canale dedicato all'informazione e alla cultura
- Radio 2: canale generalista e di intrattenimento
- Studio Brussel: canale dedicato ai giovani
- MNM (ex Donna): canale dedicato alla musica pop e commerciale
- MNM Hits (ex Donna Hitbits): canale dedicato alla musica pop e commerciale
- Radio Klara: canale dedicato alla musica classica.
- Klara Continuo: canale di musica classica senza commento.
- Sporza: ha una programmazione dedicata interamente allo sport (trasmesso in AM).
- RVi (Radio Vlaanderen Internationaal): Radio Internazionale Fiandre.
- Nieuws +: canale all-news

### Web radio
- Radio 1 Classics: canale che diffonde musica rock e pop.
- Radio 2 De Topcollectie XL: canale che diffonde musica tipica della regione fiamminga.
- Studio Brussel It Rock It !: canale dedicato alla musica rock, senza commento.
- Klara Jazz: canale dedicato alla musica jazz, senza commento.
- Ketnet Radio: canale per i giovani.

## Internet
VRT offre anche VRT MAX, una piattaforma che permette di seguire i canali televisivi e radiofonici in diretta streaming, consultare la guida TV con i palinsesti delle reti, rivedere i programmi e accedere a una proposta di serie TV, film, documentari, contenuti esclusivi e podcast.